# 元熙 (中山王)
元熙（？—520年9月21日），字真興，河南郡洛阳县（今河南省洛阳市东）人，追尊魏景穆帝拓跋晃曾孫，中山獻武王元英次子，北魏宗室、官员。

## 生平
元熙好學有才幹，有文學才能，聲名顯著於當時。可是他舉止輕浮，元英十分憂慮，認為他不是個能保全家族的人，時常想廢掉元熙，立第四子元略為世子。由於宗議不聽，元略堅持不從才停止。元熙起家為祕書郎。延昌二年（513年），元熙襲封中山王，累遷兼將作大匠，拜太常少卿、給事黃門侍郎，逐步升遷任光祿勳。當時朝廷由領軍于忠執政，元熙是于忠的女婿，所以一年之間突然高升。元熙再被封除平西將軍、東秦州刺史，進號安西將軍，祕書監。後來元熙被任命為相州刺史，镇守邺城，元熙在七月上任，到達這天，刮起大風，下雨奇冷，凍死了二十多人、驢馬二十多匹。元熙曾經聽說過他的祖父拓跋楨的故事，心中十分厭惡，又有蛆生長在他家中。
先前，元熙的兄弟都被清河王元懌所喜愛，當劉騰、元叉隔絕兩宮關係以後，他們又傳聖旨，殺了元懌，元熙便起兵討伐。元熙剛剛起兵十天，就被他的長史柳元章、別駕游荊及魏郡太守李孝怡抓了起來並關在高樓上，連同他的子弟也同時被關押。正光元年八月廿四日（520年9月21日），元叉派尚書左丞盧同將他斬於鄴城大街上，將首級送到京城。一開始元熙的妻子于氏就知道元熙必定失敗，不同意他的計劃，從起初就哭泣不停，直到元熙死去。
元熙身為藩王，又有文學才能，風采氣度高雅。當他鎮守鄴郡時，知心朋友中有才學的士人袁翻、李琰之、李神儁、王誦兄弟、裴敬憲等在河梁為他餞行，賦詩告別。當元熙臨死時，又寫信給相知的朋友和故舊，自恨沒有能夠實現自己的志願。當時的人對他很同情和惋惜 。
元熙在任城王元澄去世之前，曾經夢見有人告訴他說：“任城王快要死了，他死後兩百多天，你也難免。如果不相信，請看任城王家裡。”元熙在夢中看到任城王的府第房舍，四面牆壁崩塌，沒有留下一堵完整的牆壁，元熙十分厭惡，醒來以後就告訴了自己的親屬。當元熙死時，果然和他夢中情形相符。元熙兄弟三人，每次跟從元英出征時，他們在軍中貪婪暴虐，有時接送投降的人到北方時濫殺無辜的人以增加首級數量，作為增加軍功的資本。當于忠誣陷郭祚、裴植時，于忠並沒有完全決定殺害他們，而元熙卻加以勸告和鼓勵，使他們遭受極刑，世人都認為是冤獄。元熙遭逢禍害時，有見識之人皆認為這是他應受到的報應。
靈太后重新執政時，追贈元熙使持節、都督冀定瀛相幽五州諸軍事、大將軍、太尉公，冀州刺史，增加本封食邑一千戶，謚號文莊王。孝昌元年岁次乙巳十一月壬寅朔廿日辛酉（525年12月20日）葬于父亲元英坟墓旁。

## 家庭

### 曾祖
- 拓跋晃，北魏恭宗景穆皇帝[4]

### 祖父
- 元桢，北魏开府仪同三司、南安惠王[4]

### 父亲
- 元英，北魏司徒、中山献武王[4]

### 兄弟姐妹
- 元攸，北魏东宫洗马
- 元诱，北魏持节、左将军、南秦州刺史、都昌恭惠公
- 元略，北魏骠骑大将军、尚书令、领国子祭酒、东平文贞王
- 元纂，北魏司徒祭酒，安平景公
- 元义兴，北魏辅国将军、通直散骑常侍、武邑王
- 饶安公主，嫁刁宣

### 夫人
- 河南于氏，领军、灵寿武敬公于忠之女[9][10][11][12]

### 子女
- 元景獻，與元熙同被害，追封為中軍將軍、青州刺史，以王禮下葬
- 元仲獻，與元熙同被害，追封為左將軍、兗州刺史
- 元叔獻，與元熙同被害，追封為右將軍、齊州刺史
- 元叔仁，北魏征虏将军、通直散骑常侍、中山王
- 元氏，嫁卢道和之子卢景熙[13]
- 元义华，元熙第四女[14]